# Manuel Valencia Remón
Manuel Valencia Remón   (Saragossa, 24 de setembre de 1914 - Madrid, 19 d'agost de 1994) va ser un militar, advocat i polític espanyol, general auditor del cos jurídic de l'Exèrcit de l'Aire, governador civil de Huelva, Navarra i Guipúscoa durant la dictadura franquista.

## Biografia
Nascut el 24 de setembre de 1914 a Saragossa, es va llicenciar en dret en la Universitat de Saragossa. Començada la guerra civil espanyola, va estar present a l'interior de l'alcàsser de Toledo durant el seu setge esdevingut en 1936.
Va arribar a ser general auditor. Va exercir el càrrec de governador civil de la província de Huelva entre el 10 d'abril de 1956 i el 25 de juny de 1957, del qual va cessar per a passar passar a exercir de governador civil a Navarra i Guipúscoa, càrrecs que va exercir, juntament amb la respectiva prefectura provincial de FET y de las JONS, entre 1957 i 1961 i entre 1961 i 1968.
En qualitat de conseller nacional de FET y de las JONS, va posseir el càrrec de procurador nat en les Corts franquistes entre 1957 i 1961, mentre que entre 1968 i 1971 va ser procurador per designació directa del cap de l'Estat.
Va morir el 19 d'agost de 1994 a Madrid.

## Distincions
- Gran Creu de l'Orde del Mèrit Civil (1960)[7]
- Gran Creu de l'Orde de Cisneros (1965)[8]
- Gran Creu de l'Orde d'Isabel la Catòlica (1966)[9]
- Gran Creu de la Reial i Militar Orde de San Hermenegildo (1977)[10]
- Gran Creu del Mèrit Aeronàutic, amb distintiu blanc (1978)[11]